# Уса (притока Печори)
Уса — річка в Республіці Комі, права притока річки Печора, найбільша притока цієї річки.

## Рівень води
Рівень води фіксували в двох місцях:
1. спостережний пункт Макариха
2. спостережний пункт Адзьва.

У першому були зафіксовані такі дані: найвищий рівень води — 1189 см (1934 року), найнижчий — 17 см над нулем пункту спостереження (1940 року), амплітуда — 1206 см .У другому пункті: найвищий рівень води — 1217 см (1972 року), найнижчий — 30 см (1946 року), амплітуда — 1187 см.

## Витрата води
Витрата води фіксувалася в тих самих пунктах спостереження. В пункті Адзьва: середня витрата — 942 м³/с, найбільша витрата — 15800 м³/с (1972 року), мінімальна витрата — 28,3 м³/с (1974 року).
У пункті Макариха: середня витрата — 1100 м³/с, максимальна витрата — 21500 м³/с (1934 року), мінімальна 43,9 м³/с (1941 року).